# Club Deportivo UAI Urquiza (fútbol femenino)
El Club Deportivo UAI Urquiza, simplificado como UAI Urquiza, es una institución polideportiva de Villa Lynch, provincia de Buenos Aires, Argentina. Fue fundado el 21 de mayo de 1950 como Club Deportivo Social y Cultural Ferrocarril Urquiza. Su  primer equipo de fútbol femenino juega en la Segunda División Femenina de Argentina. Su estadio lleva el nombre de Monumental de Villa Lynch y tiene una capacidad de alrededor de 1000 personas.

## Historia
El 21 de mayo de 1950 nació el Club Deportivo Social y Cultural Ferrocarril Urquiza. La iniciativa la tomó Carmelo Juan Santoro, quien fue presidente hasta 2001. Luego de la respuesta positiva de la gente del barrio al proyecto, Santoro decidió abrir la inscripción de socios. 20 años más tarde, en 1970, fue afiliado a la Asociación del Fútbol Argentino.
En 2009 el presente del club no era bueno. Al mismo tiempo, el Club Deportivo UAI empezó a federarse en distintos deportes y se encontró con escollos en el fútbol, ya que para conseguirlo debía ingresar en la AFA. Los directivos de la entidad educativa tuvieron conversaciones con distintos clubes y encontraron una respuesta positiva en Ferrocarril Urquiza. En el mes de agosto, se aprobó el proyecto por asamblea de socios y se concretó la fusión para formar el Club Deportivo UAI Urquiza. A su celeste y blanco original, se le agregó el bordó de la universidad.
En el Torneo Apertura 2008, el Furgón tuvo su primera participación en las competencias femeninas de AFA, en ese entonces, bajo el nombre de Club Ferrocarril General Urquiza. Dos años más tarde, en el Torneo Clausura 2010, se produjo la primera participación de las Guerreras como Club Deportivo UAI Urquiza.
Las Guerreras, como son conocidas sus jugadoras, han ganado cinco campeonatos de Primera División (2012, 2014, 2016, 2017-18 y 2018-19) y una Copa Federal (2021). Además, al igual que Boca Juniors y River Plate, han obtenido un tercer puesto en la Copa Libertadores Femenina del año 2015, siendo este el segundo mejor resultado de un club argentino en el certamen continental después del subcampeonato de Boca Juniors en la edición de 2022.

## Jugadoras
Por el club han pasado varias jugadoras de talento y renombre, lo que le ha valido mucho prestigio y títulos en el fútbol femenino argentino. Entre las más destacadas, se pueden mencionar a las mundialistas de 2019: Adriana Sachs, Miriam Mayorga, Belén Potassa, Mariana Larroquette, Milagros Menéndez, Solana Pereyra, Dalila Ippólito, Agustina Barroso, Yael Oviedo, Florencia Bonsegundo, Gabriela Garton y Natalie Juncos. Otras futbolistas internacionales fueron Káren Vénica, Analía Hirmbruchner, Daiana Falfán y Romina Núñez. También se pueden destacar a Macarena Sánchez (primera futbolista profesional de Argentina), además de Paulina Gramaglia y Rocío Bueno, pioneras en generar ingresos a un club argentino.

### Mercado de pases
| Altas y bajas 2025   | Altas y bajas 2025  |
| Altas                | Bajas               |
| -------------------- | ------------------- |
| Carolina Altamirano  | Daniela Pontel      |
| Antonella Aquino     | Manuela Morri       |
| Cielo Fares          | Agustina Eyarch     |
| Anabela Aquino       | Stephanie Melgarejo |
| Mía Canteros         | Idanis Mendoza      |
| Leila León           | Camila Bravo        |
| Nicole Medina Macias | Chiara Magni        |
| Micaela Parada       | Selene Basquez      |
| Lucía Pontino        | Catalina Dos Reis   |
| Catalina Sclauzero   | Sophia Rivera       |
| Valentina Tevez      | Mora Brizuela       |
| Candela Acuña        | Gabriela Herrera    |
| Araceli Aristule     | Magalí Natta        |
| Laila Caram          | Tatiana Sarmiento   |
| Giovana Castronuovo  | Raquel Núñez        |
| Julieta Galeano      | Yuliana Fabro       |
| Kayla González       | Constanza Jacquet   |
| Nina Karacsonyi      | Bárbara Calvo       |
| Araceli Núñez        | Brisa de Ángelis    |
| Mora Rodríguez       | Mercedes Pereyra    |
| María Paz Arce       | Micaela Cabrera     |
| Luana Delgado        | Lucía Almada        |
| Celeste Luján        | Guadalupe Luna      |
| Liz Mazzoni          | Brunella Onorato    |
| Elena Mentana        | Micaela Espinoza    |

## Rivalidades
Con el pasar de los años y los últimos buenos resultados en los campeonatos, UAI Urquiza ha desarrollado varias rivalidades con los que son normalmente los equipos animadores del torneo, tal como Boca Juniors, River Plate y San Lorenzo de Almagro. Ninguna de estas rivalidades son heredadas del fútbol masculino.

## Participaciones en copas internacionales

### Participaciones en Copa Libertadores
| Participaciones en Copa Libertadores | Participaciones en Copa Libertadores | Participaciones en Copa Libertadores | Participaciones en Copa Libertadores | Participaciones en Copa Libertadores | Participaciones en Copa Libertadores | Participaciones en Copa Libertadores | Participaciones en Copa Libertadores | Participaciones en Copa Libertadores |
| Año                                  | Ronda                                | PJ                                   | PG                                   | PE                                   | PP                                   | GF                                   | GC                                   | DG                                   |
| ------------------------------------ | ------------------------------------ | ------------------------------------ | ------------------------------------ | ------------------------------------ | ------------------------------------ | ------------------------------------ | ------------------------------------ | ------------------------------------ |
| Colombia 2015                        | Tercer puesto                        | 5                                    | 2                                    | 2                                    | 1                                    | 7                                    | 7                                    | 0                                    |
| Uruguay 2016                         | Fase de grupos                       | 3                                    | 1                                    | 1                                    | 1                                    | 3                                    | 2                                    | +1                                   |
| Brasil 2018                          | Fase de grupos                       | 3                                    | 1                                    | 2                                    | 0                                    | 3                                    | 2                                    | +1                                   |
| Ecuador 2019                         | Cuartos de final                     | 4                                    | 2                                    | 1                                    | 1                                    | 12                                   | 6                                    | +6                                   |
| Total                                |                                      | 15                                   | 6                                    | 6                                    | 3                                    | 25                                   | 17                                   | +8                                   |

## Participaciones en copas nacionales

### Participaciones en Copa Federal
| Participaciones en Copa Federal | Participaciones en Copa Federal | Participaciones en Copa Federal | Participaciones en Copa Federal | Participaciones en Copa Federal | Participaciones en Copa Federal | Participaciones en Copa Federal | Participaciones en Copa Federal | Participaciones en Copa Federal |
| Año                             | Ronda                           | PJ                              | PG                              | PE                              | PP                              | GF                              | GC                              | DG                              |
| ------------------------------- | ------------------------------- | ------------------------------- | ------------------------------- | ------------------------------- | ------------------------------- | ------------------------------- | ------------------------------- | ------------------------------- |
| Copa Federal 2021               | Campeón                         | 4                               | 4                               | 0                               | 0                               | 13                              | 2                               | +11                             |
| Copa Federal 2022               | Cuartos de final                | 2                               | 1                               | 0                               | 1                               | 12                              | 2                               | +10                             |
| Copa Federal 2023               | Cuartos de final                | 2                               | 1                               | 0                               | 1                               | 4                               | 2                               | +2                              |
| Copa Federal 2024               | Octavos de final                | 1                               | 0                               | 0                               | 1                               | 0                               | 1                               | -1                              |
| Total                           |                                 | 9                               | 6                               | 0                               | 3                               | 29                              | 7                               | +22                             |

## Participación en campeonatos nacionales

### Cronograma
- Temporadas en Primera División: 22 (2008-2024)
- Temporadas en Segunda División: 1 (2025 —)

## Palmarés
| Competición            | Campeón                            | Subcampeón                                     |
| ---------------------- | ---------------------------------- | ---------------------------------------------- |
| Primera División (5/5) | 2012, 2014, 2016, 2017-18, 2018-19 | Clausura 2013, 2015, Clausura 2021, 2022, 2023 |
| Copa Federal (1/0)     | 2021                               |                                                |